# Авдеев, Николай Дмитриевич
Никола́й Дми́триевич Авде́ев (6 января 1919, Семипалатинская область — 2 сентября 1944) — участник Великой Отечественной войны, штурман эскадрильи 8-го гвардейского авиационного полка дальнего действия, 8-й гвардейской авиационной дивизии дальнего действия, 2-го гвардейского авиационного корпуса дальнего действия, Герой Советского Союза (1944), гвардии капитан.

## Биография
Родился 6 января 1919 года в деревне Олеговка (ныне Кокпектинский район, Восточно-Казахстанская область) в семье рабочего. Русский. Член КПСС с 1941 года. В 1937 году окончил среднюю школу в города Орск Оренбургской области. В Советской Армии с 1938 года. В 1940 году окончил Харьковское военное авиационное училище, служил штурманом дальнего бомбардировщика.
С октября 1942 года на фронте. К марту 1944 года штурман эскадрильи 8-го гвардейского авиационного полка дальнего действия (8-я гвардейская авиационная дивизия дальнего действия, 2-й гвардейский авиационный корпус  дальнего действия) гвардии капитан Авдеев совершил 201 успешный боевой вылет на бомбардировку военно-промышленных объектов в глубоком тылу противника, скоплений его войск. Звание Героя Советского Союза присвоено 19 августа 1944 года. Награждён орденом Ленина, 2 орденами Красного Знамени, медалью.
Умер от ран 2 сентября 1944 года. Похоронен в Киеве. Его имя высечено на одной из гранитных плит в Киеве, в парке Вечной Славы.

## Награды
- Медаль «Золотая Звезда» Героя Советского Союза
- Орден Ленина
- Два ордена Красного Знамени
- Медаль «За оборону Ленинграда»
- Медаль «За оборону Сталинграда»

## Память
- Улица Авдеева — улица в Советском районе города Орска
- На здании школы № 10 в городе Орске установлена мемориальная доска
- В сквере Славы в Орске установлен бюст героя
- Похоронен в Парке Вечной Славы в Киеве